# Joost Fermont
Joost (Judocus) Fermon(d)t (ca. 1722 - Gent, 13 april 1800) was een Gentse meester metser en architect die meerdere kerken ontwierp in de streek van Gent (Oost-Vlaanderen,België).
Hij is verwant met de Gentse architect Jacques-Jean Dutry (1746-1825).

## Realisaties
Realisaties van Joost Fermont zijn onder meer: 
- het herenhuis Hotel Wellington in de Drabstraat in Gent (1773)[1]
- de parochiekerk Sint-Joriskerk in Sleidinge (1774)[2]
- de parochiekerk Sint-Egidius in Lembeke (1776)[3]
- de parochiekerk Heilig Kruis en Onze-Lieve-Vrouw in Assenede (1781)[4]
- de pastorie van de Sint-Aldegondeparochie in Deurle (1785)[5]
- de katoenfabriek La Louisiana in Gent (1799)[6]